# Olympische Sommerspiele 1972/Basketball
Bei den XX. Olympischen Sommerspielen 1972 in München wurde ein Wettbewerb im Basketball ausgetragen. Austragungsort war die Basketballhalle in der Siegenburger Straße (spätere Rudi-Sedlmayer-Halle, heutiger BMW Park) mit 6635 Zuschauerplätzen. Ein vorolympisches Qualifikationsturnier zur Bestimmung der 15. und 16. Mannschaft des Teilnehmerfeldes war zwei Wochen vor Beginn der Gruppenphase in der Sporthalle Augsburg ausgetragen worden.
Erstmals in der Geschichte olympischer Basketballwettbewerbe gewannen nicht die Vertreter der Vereinigten Staaten. Das Zustandekommen des Finalsieges ist bis heute umstritten, da die letzten Sekunden, in denen Alexander Below die entscheidenden Punkte für die sowjetische Mannschaft erzielte, zweimal wiederholt worden waren. Die US-Auswahl nahm aus Protest nicht an der Siegerehrung teil, kein einziger der US-amerikanischen Spieler nahm jemals seine Silbermedaille entgegen.

## Bilanz

### Medaillenspiegel
| Platz  | Land               | Gold | Silber | Bronze | Gesamt |
| ------ | ------------------ | ---- | ------ | ------ | ------ |
| 1      | Sowjetunion        | 1    | –      | –      | 1      |
| 2      | Vereinigte Staaten | –    | 1*     | –      | 1      |
| 3      | Kuba               | –    | –      | 1      | 1      |
| Gesamt | Gesamt             | 1    | 1      | 1      | 3      |

*Medaille nicht akzeptiert und entgegengenommen

### Medaillengewinner
| Gold | Silber | Bronze |
| --- | --- | --- |
| SowjetunionAnatolij Polywoda Modestas Paulauskas Surab Sakandelidse Älschan Scharmuchamedow Alexander Boloschew Iwan Jadeschka Sergei Below Micheil Korkia Iwan Dworny Gennadi Wolnow Alexander Below Sergei Kowalenko | Vereinigte StaatenKenneth Bryan Davis Doug Collins Thomas Edward Henderson Michael Allen Bantom Bobby Jones Dwight Jones James Forbes James Turner Brewer Tommy Burleson Charles Thomas McMillen Kevin Joyce William Edward Ratleff | KubaJuan Carlos Domecq Portuondo Ruperto Herrera Tabio Juan Roca Pedro Chappé Miguel Álvarez Pozo Rafael Cañizares Conrado Pérez Miguel Calderón Gómez Tomás Herrera Martínez Óscar Varona Varona Alejandro Urgellés Franklin Standard |

## Vorrunde

### Gruppe A
| Rang | Land               | S | G | V | Körbe   | Punkte |
| ---- | ------------------ | - | - | - | ------- | ------ |
| 1    | Vereinigte Staaten | 7 | 7 | 0 | 542:312 | 14     |
| 2    | Kuba               | 7 | 6 | 1 | 560:445 | 13     |
| 3    | Brasilien          | 7 | 4 | 3 | 561:490 | 11     |
| 4    | Tschechoslowakei   | 7 | 4 | 3 | 493:489 | 11     |
| 5    | Spanien            | 7 | 3 | 4 | 486:500 | 10     |
| 6    | Australien         | 7 | 3 | 4 | 523:524 | 10     |
| 7    | Japan              | 7 | 1 | 6 | 442:643 | 8      |
| 8    | Ägypten            | 7 | 0 | 7 | 440:644 | 7      |

| 27. August 1972 10:30 Uhr |                                           | Kuba | 105 – 64                               | Ägypten | Olympische Basketballhalle, München Zuschauer: 3500 Schiedsrichter: Dragas Jokšić (YUG), Gabdlnur Mukhamedzhanov (URS) |
| 27. August 1972 10:30 Uhr | Punkte pro Halbzeit: 50–33, 55–31.        |      |                                        |         | Olympische Basketballhalle, München Zuschauer: 3500 Schiedsrichter: Dragas Jokšić (YUG), Gabdlnur Mukhamedzhanov (URS) |
| 27. August 1972 10:30 Uhr | Punkte: Calderón 18 Rebounds: Urgellés 10 |      | Punkte: Khaled 20 Rebounds: Ibrahim 10 |         | Olympische Basketballhalle, München Zuschauer: 3500 Schiedsrichter: Dragas Jokšić (YUG), Gabdlnur Mukhamedzhanov (URS) |
| 27. August 1972 10:30 Uhr |                                           |      |                                        |         | Olympische Basketballhalle, München Zuschauer: 3500 Schiedsrichter: Dragas Jokšić (YUG), Gabdlnur Mukhamedzhanov (URS) |

| 27. August 1972 12:00 Uhr |                                         | Vereinigte Staaten | 66 – 35                                         | Tschechoslowakei | Olympische Basketballhalle, München Zuschauer: 4500 Schiedsrichter: Osvaldo Otero (PUR), Rudolf Anheuser (FRG) |
| 27. August 1972 12:00 Uhr | Punkte pro Halbzeit: 34–12, 32–23.      |                    |                                                 |                  | Olympische Basketballhalle, München Zuschauer: 4500 Schiedsrichter: Osvaldo Otero (PUR), Rudolf Anheuser (FRG) |
| 27. August 1972 12:00 Uhr | Punkte: Henderson 16 Rebounds: Brewer 9 |                    | Punkte: Bobrovský, Zídek 5 Rebounds: Balaštík 5 |                  | Olympische Basketballhalle, München Zuschauer: 4500 Schiedsrichter: Osvaldo Otero (PUR), Rudolf Anheuser (FRG) |
| 27. August 1972 12:00 Uhr |                                         |                    |                                                 |                  | Olympische Basketballhalle, München Zuschauer: 4500 Schiedsrichter: Osvaldo Otero (PUR), Rudolf Anheuser (FRG) |

| 27. August 1972 14:30 Uhr |                                      | Japan | 55 – 110                                 | Brasilien | Olympische Basketballhalle, München Zuschauer: 5200 Schiedsrichter: Artenik Arabadjian (BUL), Jan Jarzebinski (POL) |
| 27. August 1972 14:30 Uhr | Punkte pro Halbzeit: 35–55, 20–55.   |       |                                          |           | Olympische Basketballhalle, München Zuschauer: 5200 Schiedsrichter: Artenik Arabadjian (BUL), Jan Jarzebinski (POL) |
| 27. August 1972 14:30 Uhr | Punkte: Abe 18 Rebounds: Abe, Mori 4 |       | Punkte: Menon 17 Rebounds: Marquinhos 11 |           | Olympische Basketballhalle, München Zuschauer: 5200 Schiedsrichter: Artenik Arabadjian (BUL), Jan Jarzebinski (POL) |
| 27. August 1972 14:30 Uhr |                                      |       |                                          |           | Olympische Basketballhalle, München Zuschauer: 5200 Schiedsrichter: Artenik Arabadjian (BUL), Jan Jarzebinski (POL) |

| 27. August 1972 20:00 Uhr |                                         | Spanien | 79 – 74                                       | Australien | Olympische Basketballhalle, München Zuschauer: 3200 Schiedsrichter: Allen Rae (CAN), Willy Bestgen (FRG) |
| 27. August 1972 20:00 Uhr | Punkte pro Halbzeit: 36–41, 43–33.      |         |                                               |            | Olympische Basketballhalle, München Zuschauer: 3200 Schiedsrichter: Allen Rae (CAN), Willy Bestgen (FRG) |
| 27. August 1972 20:00 Uhr | Punkte: Ramos 17 Rebounds: Santillana 8 |         | Punkte: Palubinskas 25 Rebounds: Tomlinson 12 |            | Olympische Basketballhalle, München Zuschauer: 3200 Schiedsrichter: Allen Rae (CAN), Willy Bestgen (FRG) |
| 27. August 1972 20:00 Uhr |                                         |         |                                               |            | Olympische Basketballhalle, München Zuschauer: 3200 Schiedsrichter: Allen Rae (CAN), Willy Bestgen (FRG) |

| 28. August 1972 9:00 Uhr |                                         | Brasilien | 110 – 84                                     | Ägypten | Olympische Basketballhalle, München Zuschauer: 2000 Schiedsrichter: Felix Sánchez (SEN), Willy Bestgen (FRG) |
| 28. August 1972 9:00 Uhr | Punkte pro Halbzeit: 63–39, 47–45.      |           |                                              |         | Olympische Basketballhalle, München Zuschauer: 2000 Schiedsrichter: Felix Sánchez (SEN), Willy Bestgen (FRG) |
| 28. August 1972 9:00 Uhr | Punkte: Bira, Menon 20 Rebounds: Bira 6 |           | Punkte: El-Saharty 20 Rebounds: El-Saharty 3 |         | Olympische Basketballhalle, München Zuschauer: 2000 Schiedsrichter: Felix Sánchez (SEN), Willy Bestgen (FRG) |
| 28. August 1972 9:00 Uhr |                                         |           |                                              |         | Olympische Basketballhalle, München Zuschauer: 2000 Schiedsrichter: Felix Sánchez (SEN), Willy Bestgen (FRG) |

| 28. August 1972 14:30 Uhr |                                       | Vereinigte Staaten | 81 – 55                            | Australien | Olympische Basketballhalle, München Zuschauer: 5500 Schiedsrichter: Francesco Bianchi (ITA), Viktor Kazatikov (URS) |
| 28. August 1972 14:30 Uhr | Punkte pro Halbzeit: 36–24, 45–31.    |                    |                                    |            | Olympische Basketballhalle, München Zuschauer: 5500 Schiedsrichter: Francesco Bianchi (ITA), Viktor Kazatikov (URS) |
| 28. August 1972 14:30 Uhr | Punkte: Ratleff 18 Rebounds: Brewer 6 |                    | Punkte: Duke 14 Rebounds: Bender 7 |            | Olympische Basketballhalle, München Zuschauer: 5500 Schiedsrichter: Francesco Bianchi (ITA), Viktor Kazatikov (URS) |
| 28. August 1972 14:30 Uhr |                                       |                    |                                    |            | Olympische Basketballhalle, München Zuschauer: 5500 Schiedsrichter: Francesco Bianchi (ITA), Viktor Kazatikov (URS) |

| 28. August 1972 16:00 Uhr |                                      | Kuba | 74 – 53                                      | Spanien | Olympische Basketballhalle, München Zuschauer: 5000 Schiedsrichter: Ervin Kassai (HUN), Rudolf Anheuser (FRG) |
| 28. August 1972 16:00 Uhr | Punkte pro Halbzeit: 36–24, 38–29.   |      |                                              |         | Olympische Basketballhalle, München Zuschauer: 5000 Schiedsrichter: Ervin Kassai (HUN), Rudolf Anheuser (FRG) |
| 28. August 1972 16:00 Uhr | Punkte: Chappé 17 Rebounds: Chappé 8 |      | Punkte: Santillana 14 Rebounds: Santillana 9 |         | Olympische Basketballhalle, München Zuschauer: 5000 Schiedsrichter: Ervin Kassai (HUN), Rudolf Anheuser (FRG) |
| 28. August 1972 16:00 Uhr |                                      |      |                                              |         | Olympische Basketballhalle, München Zuschauer: 5000 Schiedsrichter: Ervin Kassai (HUN), Rudolf Anheuser (FRG) |

| 28. August 1972 20:00 Uhr |                                         | Japan | 61 – 74                             | Tschechoslowakei | Olympische Basketballhalle, München Zuschauer: 3600 Schiedsrichter: Fidencio Ilagan (PHI), Piet Leegwater (NED) |
| 28. August 1972 20:00 Uhr | Punkte pro Halbzeit: 34–27, 27–47.      |       |                                     |                  | Olympische Basketballhalle, München Zuschauer: 3600 Schiedsrichter: Fidencio Ilagan (PHI), Piet Leegwater (NED) |
| 28. August 1972 20:00 Uhr | Punkte: Abe 23 Rebounds: Abe, Hattori 6 |       | Punkte: Zedníček 21 Rebounds: Kos 8 |                  | Olympische Basketballhalle, München Zuschauer: 3600 Schiedsrichter: Fidencio Ilagan (PHI), Piet Leegwater (NED) |
| 28. August 1972 20:00 Uhr |                                         |       |                                     |                  | Olympische Basketballhalle, München Zuschauer: 3600 Schiedsrichter: Fidencio Ilagan (PHI), Piet Leegwater (NED) |

| 29. August 1972 9:00 Uhr |                                               | Brasilien | 72 – 69                                | Spanien | Olympische Basketballhalle, München Zuschauer: 3000 Schiedsrichter: Artenik Arabadjian (BUL), Dragas Jokšić (YUG) |
| 29. August 1972 9:00 Uhr | Punkte pro Halbzeit: 43–38, 29–31.            |           |                                        |         | Olympische Basketballhalle, München Zuschauer: 3000 Schiedsrichter: Artenik Arabadjian (BUL), Dragas Jokšić (YUG) |
| 29. August 1972 9:00 Uhr | Punkte: Rubens Garcia 18 Rebounds: Adilson 11 |           | Punkte: Brabender 22 Rebounds: Luyk 12 |         | Olympische Basketballhalle, München Zuschauer: 3000 Schiedsrichter: Artenik Arabadjian (BUL), Dragas Jokšić (YUG) |
| 29. August 1972 9:00 Uhr |                                               |           |                                        |         | Olympische Basketballhalle, München Zuschauer: 3000 Schiedsrichter: Artenik Arabadjian (BUL), Dragas Jokšić (YUG) |

| 29. August 1972 14:30 Uhr |                                          | Japan | 78 – 73                                                | Ägypten | Olympische Basketballhalle, München Zuschauer: 4500 Schiedsrichter: Francesco Bianchi (ITA), Viktor Kazatikov (URS) |
| 29. August 1972 14:30 Uhr | Punkte pro Halbzeit: 31–46, 47–27.       |       |                                                        |         | Olympische Basketballhalle, München Zuschauer: 4500 Schiedsrichter: Francesco Bianchi (ITA), Viktor Kazatikov (URS) |
| 29. August 1972 14:30 Uhr | Punkte: Taniguchi 27 Rebounds: Hattori 9 |       | Punkte: Abdel Nabi, El-Sayed 13 Rebounds: Abdel Nabi 8 |         | Olympische Basketballhalle, München Zuschauer: 4500 Schiedsrichter: Francesco Bianchi (ITA), Viktor Kazatikov (URS) |
| 29. August 1972 14:30 Uhr |                                          |       |                                                        |         | Olympische Basketballhalle, München Zuschauer: 4500 Schiedsrichter: Francesco Bianchi (ITA), Viktor Kazatikov (URS) |

| 29. August 1972 20:00 Uhr |                                      | Tschechoslowakei | 69 – 68                                       | Australien | Olympische Basketballhalle, München Zuschauer: 6000 Schiedsrichter: Gabdlnur Mukhamedzhanov (URS), Naz Servidio (USA) |
| 29. August 1972 20:00 Uhr | Punkte pro Halbzeit: 39–38, 30–30.   |                  |                                               |            | Olympische Basketballhalle, München Zuschauer: 6000 Schiedsrichter: Gabdlnur Mukhamedzhanov (URS), Naz Servidio (USA) |
| 29. August 1972 20:00 Uhr | Punkte: Brabenec 16 Rebounds: Kos 16 |                  | Punkte: Palubinskas 27 Rebounds: Crosswhite 8 |            | Olympische Basketballhalle, München Zuschauer: 6000 Schiedsrichter: Gabdlnur Mukhamedzhanov (URS), Naz Servidio (USA) |
| 29. August 1972 20:00 Uhr |                                      |                  |                                               |            | Olympische Basketballhalle, München Zuschauer: 6000 Schiedsrichter: Gabdlnur Mukhamedzhanov (URS), Naz Servidio (USA) |

| 29. August 1972 21:30 Uhr |                                    | Vereinigte Staaten | 67 – 48                                  | Kuba | Olympische Basketballhalle, München Zuschauer: 6500 Schiedsrichter: Piet Leegwater (NED), Willy Bestgen (FRG) |
| 29. August 1972 21:30 Uhr | Punkte pro Halbzeit: 33–21, 34–27. |                    |                                          |      | Olympische Basketballhalle, München Zuschauer: 6500 Schiedsrichter: Piet Leegwater (NED), Willy Bestgen (FRG) |
| 29. August 1972 21:30 Uhr | Punkte: Jones 18 Rebounds: Jones 6 |                    | Punkte: Urgellés 13 Rebounds: Urgellés 7 |      | Olympische Basketballhalle, München Zuschauer: 6500 Schiedsrichter: Piet Leegwater (NED), Willy Bestgen (FRG) |
| 29. August 1972 21:30 Uhr |                                    |                    |                                          |      | Olympische Basketballhalle, München Zuschauer: 6500 Schiedsrichter: Piet Leegwater (NED), Willy Bestgen (FRG) |

| 30. August 1972 10:30 Uhr |                                                     | Ägypten | 58 – 72                               | Spanien | Olympische Basketballhalle, München Zuschauer: 4500 Schiedsrichter: Fidencio Ilagan (PHI), Gabdlnur Mukhamedzhanov (URS) |
| 30. August 1972 10:30 Uhr | Punkte pro Halbzeit: 26–33, 32–39.                  |         |                                       |         | Olympische Basketballhalle, München Zuschauer: 4500 Schiedsrichter: Fidencio Ilagan (PHI), Gabdlnur Mukhamedzhanov (URS) |
| 30. August 1972 10:30 Uhr | Punkte: El-Sayed 13 Rebounds: El-Saharty, Ibrahim 4 |         | Punkte: Rullán 16 Rebounds: Rullán 10 |         | Olympische Basketballhalle, München Zuschauer: 4500 Schiedsrichter: Fidencio Ilagan (PHI), Gabdlnur Mukhamedzhanov (URS) |
| 30. August 1972 10:30 Uhr |                                                     |         |                                       |         | Olympische Basketballhalle, München Zuschauer: 4500 Schiedsrichter: Fidencio Ilagan (PHI), Gabdlnur Mukhamedzhanov (URS) |

| 30. August 1972 14:30 Uhr |                                          | Japan | 76 – 92                                 | Australien | Olympische Basketballhalle, München Zuschauer: 3100 Schiedsrichter: Dragas Jokšić (YUG), Osvaldo Otero (PUR) |
| 30. August 1972 14:30 Uhr | Punkte pro Halbzeit: 36–45, 40–47.       |       |                                         |            | Olympische Basketballhalle, München Zuschauer: 3100 Schiedsrichter: Dragas Jokšić (YUG), Osvaldo Otero (PUR) |
| 30. August 1972 14:30 Uhr | Punkte: Taniguchi 24 Rebounds: Hattori 4 |       | Punkte: Palubinskas 21 Rebounds: Duke 7 |            | Olympische Basketballhalle, München Zuschauer: 3100 Schiedsrichter: Dragas Jokšić (YUG), Osvaldo Otero (PUR) |
| 30. August 1972 14:30 Uhr |                                          |       |                                         |            | Olympische Basketballhalle, München Zuschauer: 3100 Schiedsrichter: Dragas Jokšić (YUG), Osvaldo Otero (PUR) |

| 30. August 1972 16:00 Uhr |                                               | Tschechoslowakei | 65 – 77                               | Kuba | Olympische Basketballhalle, München Zuschauer: 3500 Schiedsrichter: Allen Rae (CAN), Jan Jarzebinski (POL) |
| 30. August 1972 16:00 Uhr | Punkte pro Halbzeit: 32–41, 33–36.            |                  |                                       |      | Olympische Basketballhalle, München Zuschauer: 3500 Schiedsrichter: Allen Rae (CAN), Jan Jarzebinski (POL) |
| 30. August 1972 16:00 Uhr | Punkte: Kos, Pospíšil 14 Rebounds: Pospíšil 7 |                  | Punkte: Herrera 18 Rebounds: Chappé 7 |      | Olympische Basketballhalle, München Zuschauer: 3500 Schiedsrichter: Allen Rae (CAN), Jan Jarzebinski (POL) |
| 30. August 1972 16:00 Uhr |                                               |                  |                                       |      | Olympische Basketballhalle, München Zuschauer: 3500 Schiedsrichter: Allen Rae (CAN), Jan Jarzebinski (POL) |

| 30. August 1972 21:30 Uhr |                                         | Brasilien | 54 – 61                                 | Vereinigte Staaten | Olympische Basketballhalle, München Zuschauer: 6500 Schiedsrichter: Ervin Kassai (HUN), Konstantinos Dimou (GRE) |
| 30. August 1972 21:30 Uhr | Punkte pro Halbzeit: 26–26, 28–35.      |           |                                         |                    | Olympische Basketballhalle, München Zuschauer: 6500 Schiedsrichter: Ervin Kassai (HUN), Konstantinos Dimou (GRE) |
| 30. August 1972 21:30 Uhr | Punkte: Marquinhos 20 Rebounds: Bira 12 |           | Punkte: Henderson 12 Rebounds: Brewer 8 |                    | Olympische Basketballhalle, München Zuschauer: 6500 Schiedsrichter: Ervin Kassai (HUN), Konstantinos Dimou (GRE) |
| 30. August 1972 21:30 Uhr |                                         |           |                                         |                    | Olympische Basketballhalle, München Zuschauer: 6500 Schiedsrichter: Ervin Kassai (HUN), Konstantinos Dimou (GRE) |

| 1. September 1972 10:30 Uhr |                                          | Australien | 70 – 84                                 | Kuba | Olympische Basketballhalle, München Zuschauer: 2700 Schiedsrichter: Fidencio Ilagan (PHI), Viktor Kazatikov (URS) |
| 1. September 1972 10:30 Uhr | Punkte pro Halbzeit: 31–42, 39–42.       |            |                                         |      | Olympische Basketballhalle, München Zuschauer: 2700 Schiedsrichter: Fidencio Ilagan (PHI), Viktor Kazatikov (URS) |
| 1. September 1972 10:30 Uhr | Punkte: Palubinskas 23 Rebounds: Kerle 7 |            | Punkte: Urgellés 27 Rebounds: Herrera 9 |      | Olympische Basketballhalle, München Zuschauer: 2700 Schiedsrichter: Fidencio Ilagan (PHI), Viktor Kazatikov (URS) |
| 1. September 1972 10:30 Uhr |                                          |            |                                         |      | Olympische Basketballhalle, München Zuschauer: 2700 Schiedsrichter: Fidencio Ilagan (PHI), Viktor Kazatikov (URS) |

| 1. September 1972 14:30 Uhr |                                           | Ägypten | 31 – 96                                 | Vereinigte Staaten | Olympische Basketballhalle, München Zuschauer: 3800 Schiedsrichter: Allen Rae (CAN), Ernest Holden (AUS) |
| 1. September 1972 14:30 Uhr | Punkte pro Halbzeit: 17–48, 14–48.        |         |                                         |                    | Olympische Basketballhalle, München Zuschauer: 3800 Schiedsrichter: Allen Rae (CAN), Ernest Holden (AUS) |
| 1. September 1972 14:30 Uhr | Punkte: Aboulkheir 16 Rebounds: Ibrahim 7 |         | Punkte: Bantom 17 Rebounds: McMillen 14 |                    | Olympische Basketballhalle, München Zuschauer: 3800 Schiedsrichter: Allen Rae (CAN), Ernest Holden (AUS) |
| 1. September 1972 14:30 Uhr |                                           |         |                                         |                    | Olympische Basketballhalle, München Zuschauer: 3800 Schiedsrichter: Allen Rae (CAN), Ernest Holden (AUS) |

| 1. September 1972 16:00 Uhr |                                      | Tschechoslowakei | 82 – 83                                       | Brasilien | Olympische Basketballhalle, München Zuschauer: 4200 Schiedsrichter: Dragas Jokšić (YUG), Rudolf Anheuser (FRG) |
| 1. September 1972 16:00 Uhr | Punkte pro Halbzeit: 42–40, 40–43.   |                  |                                               |           | Olympische Basketballhalle, München Zuschauer: 4200 Schiedsrichter: Dragas Jokšić (YUG), Rudolf Anheuser (FRG) |
| 1. September 1972 16:00 Uhr | Punkte: Bobrovský 22 Rebounds: Kos 5 |                  | Punkte: Marquinhos 24 Rebounds: Marquinhos 10 |           | Olympische Basketballhalle, München Zuschauer: 4200 Schiedsrichter: Dragas Jokšić (YUG), Rudolf Anheuser (FRG) |
| 1. September 1972 16:00 Uhr |                                      |                  |                                               |           | Olympische Basketballhalle, München Zuschauer: 4200 Schiedsrichter: Dragas Jokšić (YUG), Rudolf Anheuser (FRG) |

| 1. September 1972 18:30 Uhr |                                                | Japan | 76 – 87                                | Spanien | Olympische Basketballhalle, München Zuschauer: 5500 Schiedsrichter: Francesco Bianchi (ITA), Osvaldo Otero (PUR) |
| 1. September 1972 18:30 Uhr | Punkte pro Halbzeit: 47–45, 29–42.             |       |                                        |         | Olympische Basketballhalle, München Zuschauer: 5500 Schiedsrichter: Francesco Bianchi (ITA), Osvaldo Otero (PUR) |
| 1. September 1972 18:30 Uhr | Punkte: Taniguchi 39 Rebounds: Abe, Yokoyama 6 |       | Punkte: Brabender 29 Rebounds: Luyk 19 |         | Olympische Basketballhalle, München Zuschauer: 5500 Schiedsrichter: Francesco Bianchi (ITA), Osvaldo Otero (PUR) |
| 1. September 1972 18:30 Uhr |                                                |       |                                        |         | Olympische Basketballhalle, München Zuschauer: 5500 Schiedsrichter: Francesco Bianchi (ITA), Osvaldo Otero (PUR) |

| 2. September 1972 9:00 Uhr |                                              | Australien | 75 – 69                                       | Brasilien | Olympische Basketballhalle, München Zuschauer: 2200 Schiedsrichter: Gabdlnur Mukhamedzhanov (URS), Piet Leegwater (NED) |
| 2. September 1972 9:00 Uhr | Punkte pro Halbzeit: 40–34, 35–35.           |            |                                               |           | Olympische Basketballhalle, München Zuschauer: 2200 Schiedsrichter: Gabdlnur Mukhamedzhanov (URS), Piet Leegwater (NED) |
| 2. September 1972 9:00 Uhr | Punkte: Crosswhite 21 Rebounds: Crosswhite 9 |            | Punkte: Marquinhos 18 Rebounds: Marquinhos 16 |           | Olympische Basketballhalle, München Zuschauer: 2200 Schiedsrichter: Gabdlnur Mukhamedzhanov (URS), Piet Leegwater (NED) |
| 2. September 1972 9:00 Uhr |                                              |            |                                               |           | Olympische Basketballhalle, München Zuschauer: 2200 Schiedsrichter: Gabdlnur Mukhamedzhanov (URS), Piet Leegwater (NED) |

| 2. September 1972 12:00 Uhr |                                            | Ägypten | 64 – 94                             | Tschechoslowakei | Olympische Basketballhalle, München Zuschauer: 500 Schiedsrichter: Viktor Kazatikov (URS), Willy Bestgen (FRG) |
| 2. September 1972 12:00 Uhr | Punkte pro Halbzeit: 32–49, 32–45.         |         |                                     |                  | Olympische Basketballhalle, München Zuschauer: 500 Schiedsrichter: Viktor Kazatikov (URS), Willy Bestgen (FRG) |
| 2. September 1972 12:00 Uhr | Punkte: El-Sayed 16 Rebounds: El-Saharty 7 |         | Punkte: Zídek 20 Rebounds: Zídek 11 |                  | Olympische Basketballhalle, München Zuschauer: 500 Schiedsrichter: Viktor Kazatikov (URS), Willy Bestgen (FRG) |
| 2. September 1972 12:00 Uhr |                                            |         |                                     |                  | Olympische Basketballhalle, München Zuschauer: 500 Schiedsrichter: Viktor Kazatikov (URS), Willy Bestgen (FRG) |

| 2. September 1972 14:30 Uhr |                                      | Japan | 63 – 108                                      | Kuba | Olympische Basketballhalle, München Zuschauer: 3000 Schiedsrichter: Dragas Jokšić (YUG), Konstantinos Dimou (GRE) |
| 2. September 1972 14:30 Uhr | Punkte pro Halbzeit: 34–51, 29–57.   |       |                                               |      | Olympische Basketballhalle, München Zuschauer: 3000 Schiedsrichter: Dragas Jokšić (YUG), Konstantinos Dimou (GRE) |
| 2. September 1972 14:30 Uhr | Punkte: Abe 25 Rebounds: Taniguchi 5 |       | Punkte: Álvarez 22 Rebounds: Álvarez, Pérez 7 |      | Olympische Basketballhalle, München Zuschauer: 3000 Schiedsrichter: Dragas Jokšić (YUG), Konstantinos Dimou (GRE) |
| 2. September 1972 14:30 Uhr |                                      |       |                                               |      | Olympische Basketballhalle, München Zuschauer: 3000 Schiedsrichter: Dragas Jokšić (YUG), Konstantinos Dimou (GRE) |

| 2. September 1972 18:30 Uhr |                                                              | Spanien | 56 – 72                                | Vereinigte Staaten | Olympische Basketballhalle, München Zuschauer: 6500 Schiedsrichter: Artenik Arabadjian (BUL), Fidencio Ilagan (PHI) |
| 2. September 1972 18:30 Uhr | Punkte pro Halbzeit: 30–31, 26–41.                           |         |                                        |                    | Olympische Basketballhalle, München Zuschauer: 6500 Schiedsrichter: Artenik Arabadjian (BUL), Fidencio Ilagan (PHI) |
| 2. September 1972 18:30 Uhr | Punkte: Rullán, Santillana 14 Rebounds: Rullán, Santillana 6 |         | Punkte: Bantom 11 Rebounds: McMillen 6 |                    | Olympische Basketballhalle, München Zuschauer: 6500 Schiedsrichter: Artenik Arabadjian (BUL), Fidencio Ilagan (PHI) |
| 2. September 1972 18:30 Uhr |                                                              |         |                                        |                    | Olympische Basketballhalle, München Zuschauer: 6500 Schiedsrichter: Artenik Arabadjian (BUL), Fidencio Ilagan (PHI) |

| 3. September 1972 9:00 Uhr |                                        | Japan | 33 – 99                             | Vereinigte Staaten | Olympische Basketballhalle, München Zuschauer: 3800 Schiedsrichter: Gabdlnur Mukhamedzhanov (URS), Rudolf Anheuser (FRG) |
| 3. September 1972 9:00 Uhr | Punkte pro Halbzeit: 18–51, 15–48.     |       |                                     |                    | Olympische Basketballhalle, München Zuschauer: 3800 Schiedsrichter: Gabdlnur Mukhamedzhanov (URS), Rudolf Anheuser (FRG) |
| 3. September 1972 9:00 Uhr | Punkte: Mori 9 Rebounds: Abe, Numata 4 |       | Punkte: Bantom 18 Rebounds: Jones 9 |                    | Olympische Basketballhalle, München Zuschauer: 3800 Schiedsrichter: Gabdlnur Mukhamedzhanov (URS), Rudolf Anheuser (FRG) |
| 3. September 1972 9:00 Uhr |                                        |       |                                     |                    | Olympische Basketballhalle, München Zuschauer: 3800 Schiedsrichter: Gabdlnur Mukhamedzhanov (URS), Rudolf Anheuser (FRG) |

| 3. September 1972 10:30 Uhr |                                    | Spanien | 70 – 74                               | Tschechoslowakei | Olympische Basketballhalle, München Zuschauer: 4500 Schiedsrichter: Dragas Jokšić (YUG), Jan Jarzebinski (POL) |
| 3. September 1972 10:30 Uhr | Punkte pro Halbzeit: 39–44, 31–30. |         |                                       |                  | Olympische Basketballhalle, München Zuschauer: 4500 Schiedsrichter: Dragas Jokšić (YUG), Jan Jarzebinski (POL) |
| 3. September 1972 10:30 Uhr | Punkte: Luyk 17 Rebounds: Luyk 11  |         | Punkte: Zídek 28 Rebounds: Novický 12 |                  | Olympische Basketballhalle, München Zuschauer: 4500 Schiedsrichter: Dragas Jokšić (YUG), Jan Jarzebinski (POL) |
| 3. September 1972 10:30 Uhr |                                    |         |                                       |                  | Olympische Basketballhalle, München Zuschauer: 4500 Schiedsrichter: Dragas Jokšić (YUG), Jan Jarzebinski (POL) |

| 3. September 1972 18:30 Uhr |                                          | Australien | 89 – 66                          | Ägypten | Olympische Basketballhalle, München Zuschauer: 5500 Schiedsrichter: Francesco Bianchi (ITA), Osvaldo Otero (PUR) |
| 3. September 1972 18:30 Uhr | Punkte pro Halbzeit: 44–24, 45–42.       |            |                                  |         | Olympische Basketballhalle, München Zuschauer: 5500 Schiedsrichter: Francesco Bianchi (ITA), Osvaldo Otero (PUR) |
| 3. September 1972 18:30 Uhr | Punkte: Crosswhite 17 Rebounds: Kerle 10 |            | Punkte: Nabi 14 Rebounds: Nabi 9 |         | Olympische Basketballhalle, München Zuschauer: 5500 Schiedsrichter: Francesco Bianchi (ITA), Osvaldo Otero (PUR) |
| 3. September 1972 18:30 Uhr |                                          |            |                                  |         | Olympische Basketballhalle, München Zuschauer: 5500 Schiedsrichter: Francesco Bianchi (ITA), Osvaldo Otero (PUR) |

| 3. September 1972 21:30 Uhr |                                        | Kuba | 64 – 63                                          | Brasilien | Olympische Basketballhalle, München Zuschauer: 6500 Schiedsrichter: Allen Rae (CAN), Ervin Kassai (HUN) |
| 3. September 1972 21:30 Uhr | Punkte pro Halbzeit: 30–39, 34–24.     |      |                                                  |           | Olympische Basketballhalle, München Zuschauer: 6500 Schiedsrichter: Allen Rae (CAN), Ervin Kassai (HUN) |
| 3. September 1972 21:30 Uhr | Punkte: Chappé 22 Rebounds: Herrera 12 |      | Punkte: Rubens Garcia 15 Rebounds: Marquinhos 17 |           | Olympische Basketballhalle, München Zuschauer: 6500 Schiedsrichter: Allen Rae (CAN), Ervin Kassai (HUN) |
| 3. September 1972 21:30 Uhr |                                        |      |                                                  |           | Olympische Basketballhalle, München Zuschauer: 6500 Schiedsrichter: Allen Rae (CAN), Ervin Kassai (HUN) |

### Gruppe B

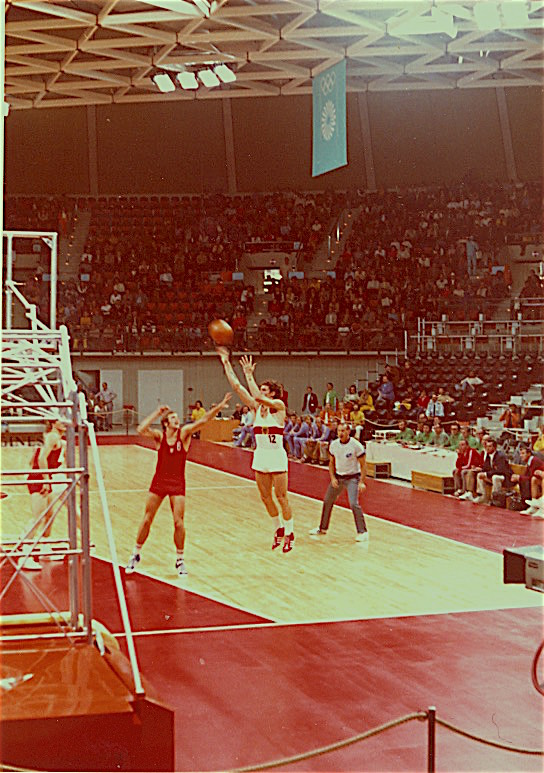
Spielszene aus der Partie BRD – Polen

| Rang | Land           | S | G | V | Körbe   | Punkte |
| ---- | -------------- | - | - | - | ------- | ------ |
| 1    | Sowjetunion    | 7 | 7 | 0 | 639:479 | 14     |
| 2    | Italien        | 7 | 5 | 2 | 547:471 | 12     |
| 3    | Jugoslawien    | 7 | 5 | 2 | 582:484 | 12     |
| 4    | Puerto Rico    | 7 | 5 | 2 | 570:531 | 12     |
| 5    | BR Deutschland | 7 | 3 | 4 | 482:518 | 10     |
| 6    | Polen          | 7 | 2 | 5 | 520:536 | 9      |
| 7    | Philippinen    | 7 | 1 | 6 | 526:666 | 8      |
| 8    | Senegal        | 7 | 0 | 7 | 405:586 | 7      |

| 27. August 1972 9:00 Uhr |                                                   | Polen | 90 – 75                              | Philippinen | Olympische Basketballhalle, München Zuschauer: 3500 Schiedsrichter: Ernest Holden (AUS), James Bain (USA) |
| 27. August 1972 9:00 Uhr | Punkte pro Halbzeit: 33–46, 57–29.                |       |                                      |             | Olympische Basketballhalle, München Zuschauer: 3500 Schiedsrichter: Ernest Holden (AUS), James Bain (USA) |
| 27. August 1972 9:00 Uhr | Punkte: Kasprzak, Seweryn 20 Rebounds: Kasprzak 9 |       | Punkte: Mariano 16 Rebounds: Paner 7 |             | Olympische Basketballhalle, München Zuschauer: 3500 Schiedsrichter: Ernest Holden (AUS), James Bain (USA) |
| 27. August 1972 9:00 Uhr |                                                   |       |                                      |             | Olympische Basketballhalle, München Zuschauer: 3500 Schiedsrichter: Ernest Holden (AUS), James Bain (USA) |

| 27. August 1972 16:00 Uhr |                                     | Jugoslawien | 85 – 78                                   | Italien | Olympische Basketballhalle, München Zuschauer: 6000 Schiedsrichter: Renato Righetto (BRA), Vladimír Novotný (TCH) |
| 27. August 1972 16:00 Uhr | Punkte pro Halbzeit: 43–38, 42–40.  |             |                                           |         | Olympische Basketballhalle, München Zuschauer: 6000 Schiedsrichter: Renato Righetto (BRA), Vladimír Novotný (TCH) |
| 27. August 1972 16:00 Uhr | Punkte: Ćosić 28 Rebounds: Ćosić 10 |             | Punkte: Marzorati 16 Rebounds: Meneghin 9 |         | Olympische Basketballhalle, München Zuschauer: 6000 Schiedsrichter: Renato Righetto (BRA), Vladimír Novotný (TCH) |
| 27. August 1972 16:00 Uhr |                                     |             |                                           |         | Olympische Basketballhalle, München Zuschauer: 6000 Schiedsrichter: Renato Righetto (BRA), Vladimír Novotný (TCH) |

| 27. August 1972 18:30 Uhr |                                    | Senegal | 52 – 94                                         | Sowjetunion | Olympische Basketballhalle, München Zuschauer: 2200 Schiedsrichter: Ángel García (ESP), Mario Quintero (CUB) |
| 27. August 1972 18:30 Uhr | Punkte pro Halbzeit: 23–50, 29–44. |         |                                                 |             | Olympische Basketballhalle, München Zuschauer: 2200 Schiedsrichter: Ángel García (ESP), Mario Quintero (CUB) |
| 27. August 1972 18:30 Uhr | Punkte: Seck 13 Rebounds: Thiam 6  |         | Punkte: A. Below, Dworny 14 Rebounds: Dworny 12 |             | Olympische Basketballhalle, München Zuschauer: 2200 Schiedsrichter: Ángel García (ESP), Mario Quintero (CUB) |
| 27. August 1972 18:30 Uhr |                                    |         |                                                 |             | Olympische Basketballhalle, München Zuschauer: 2200 Schiedsrichter: Ángel García (ESP), Mario Quintero (CUB) |

| 27. August 1972 21:30 Uhr |                                                  | BR Deutschland | 74 – 81                             | Puerto Rico | Olympische Basketballhalle, München Zuschauer: 4000 Schiedsrichter: Hugh Richardson (USA), Konstantinos Dimou (GRE) |
| 27. August 1972 21:30 Uhr | Punkte pro Halbzeit: 35–41, 39–40.               |                |                                     |             | Olympische Basketballhalle, München Zuschauer: 4000 Schiedsrichter: Hugh Richardson (USA), Konstantinos Dimou (GRE) |
| 27. August 1972 21:30 Uhr | Punkte: Geschwinder 26 Rebounds: Keller, Thimm 8 |                | Punkte: Rivera 29 Rebounds: Cruz 10 |             | Olympische Basketballhalle, München Zuschauer: 4000 Schiedsrichter: Hugh Richardson (USA), Konstantinos Dimou (GRE) |
| 27. August 1972 21:30 Uhr |                                                  |                |                                     |             | Olympische Basketballhalle, München Zuschauer: 4000 Schiedsrichter: Hugh Richardson (USA), Konstantinos Dimou (GRE) |

| 28. August 1972 12:00 Uhr |                                                  | BR Deutschland | 63 – 87                                         | Sowjetunion | Olympische Basketballhalle, München Zuschauer: 2500 Schiedsrichter: Allen Rae (CAN), Ernest Holden (AUS) |
| 28. August 1972 12:00 Uhr | Punkte pro Halbzeit: 33–41, 30–46.               |                |                                                 |             | Olympische Basketballhalle, München Zuschauer: 2500 Schiedsrichter: Allen Rae (CAN), Ernest Holden (AUS) |
| 28. August 1972 12:00 Uhr | Punkte: Ampt, Keller, Thimm 10 Rebounds: Thimm 4 |                | Punkte: S. Below 15 Rebounds: Scharmuchamedow 7 |             | Olympische Basketballhalle, München Zuschauer: 2500 Schiedsrichter: Allen Rae (CAN), Ernest Holden (AUS) |
| 28. August 1972 12:00 Uhr |                                                  |                |                                                 |             | Olympische Basketballhalle, München Zuschauer: 2500 Schiedsrichter: Allen Rae (CAN), Ernest Holden (AUS) |

| 28. August 1972 16:30 Uhr |                                     | Senegal | 56 – 92                                  | Italien | Olympische Basketballhalle, München Zuschauer: 2600 Schiedsrichter: Artenik Arabadjian (BUL), Sayed El-Moubaiad (EGY) |
| 28. August 1972 16:30 Uhr | Punkte pro Halbzeit: 28–47, 28–45.  |         |                                          |         | Olympische Basketballhalle, München Zuschauer: 2600 Schiedsrichter: Artenik Arabadjian (BUL), Sayed El-Moubaiad (EGY) |
| 28. August 1972 16:30 Uhr | Punkte: Sagna 18 Rebounds: Thiam 12 |         | Punkte: Brumatti 14 Rebounds: Serafini 8 |         | Olympische Basketballhalle, München Zuschauer: 2600 Schiedsrichter: Artenik Arabadjian (BUL), Sayed El-Moubaiad (EGY) |
| 28. August 1972 16:30 Uhr |                                     |         |                                          |         | Olympische Basketballhalle, München Zuschauer: 2600 Schiedsrichter: Artenik Arabadjian (BUL), Sayed El-Moubaiad (EGY) |

| 28. August 1972 18:30 Uhr |                                           | Puerto Rico | 92 – 72                                  | Philippinen | Olympische Basketballhalle, München Zuschauer: 3000 Schiedsrichter: Oswaldo Gelsomimi (BRA), Yukio Takishima (JPN) |
| 28. August 1972 18:30 Uhr | Punkte pro Halbzeit: 49–40, 43–32.        |             |                                          |             | Olympische Basketballhalle, München Zuschauer: 3000 Schiedsrichter: Oswaldo Gelsomimi (BRA), Yukio Takishima (JPN) |
| 28. August 1972 18:30 Uhr | Punkte: Blondet 16 Rebounds: Rodríguez 17 |             | Punkte: Florencio 23 Rebounds: Mariano 7 |             | Olympische Basketballhalle, München Zuschauer: 3000 Schiedsrichter: Oswaldo Gelsomimi (BRA), Yukio Takishima (JPN) |
| 28. August 1972 18:30 Uhr |                                           |             |                                          |             | Olympische Basketballhalle, München Zuschauer: 3000 Schiedsrichter: Oswaldo Gelsomimi (BRA), Yukio Takishima (JPN) |

| 28. August 1972 21:30 Uhr |                                                     | Polen | 64 – 85                             | Jugoslawien | Olympische Basketballhalle, München Zuschauer: 4500 Schiedsrichter: Konstantinos Dimou (GRE), Naz Servidio (USA) |
| 28. August 1972 21:30 Uhr | Punkte pro Halbzeit: 28–36, 36–49.                  |       |                                     |             | Olympische Basketballhalle, München Zuschauer: 4500 Schiedsrichter: Konstantinos Dimou (GRE), Naz Servidio (USA) |
| 28. August 1972 21:30 Uhr | Punkte: Durejko, Pasiorowski 12 Rebounds: Durejko 6 |       | Punkte: Ćosić 20 Rebounds: Ćosić 10 |             | Olympische Basketballhalle, München Zuschauer: 4500 Schiedsrichter: Konstantinos Dimou (GRE), Naz Servidio (USA) |
| 28. August 1972 21:30 Uhr |                                                     |       |                                     |             | Olympische Basketballhalle, München Zuschauer: 4500 Schiedsrichter: Konstantinos Dimou (GRE), Naz Servidio (USA) |

| 29. August 1972 10:30 Uhr |                                                | Senegal | 59 – 95                                  | Polen | Olympische Basketballhalle, München Zuschauer: 5000 Schiedsrichter: James Bain (USA), Yukio Takishima (JPN) |
| 29. August 1972 10:30 Uhr | Punkte pro Halbzeit: 25–49, 34–46.             |         |                                          |       | Olympische Basketballhalle, München Zuschauer: 5000 Schiedsrichter: James Bain (USA), Yukio Takishima (JPN) |
| 29. August 1972 10:30 Uhr | Punkte: Guèye, Seck 10 Rebounds: Sagna, Seck 6 |         | Punkte: Kasprzak 18 Rebounds: Kasprzak 9 |       | Olympische Basketballhalle, München Zuschauer: 5000 Schiedsrichter: James Bain (USA), Yukio Takishima (JPN) |
| 29. August 1972 10:30 Uhr |                                                |         |                                          |       | Olympische Basketballhalle, München Zuschauer: 5000 Schiedsrichter: James Bain (USA), Yukio Takishima (JPN) |

| 29. August 1972 12:00 Uhr |                                                         | Sowjetunion | 79 – 66                                   | Italien | Olympische Basketballhalle, München Zuschauer: 5400 Schiedsrichter: Ervin Kassai (HUN), Konstantinos Dimou (GRE) |
| 29. August 1972 12:00 Uhr | Punkte pro Halbzeit: 41–28, 38–38.                      |             |                                           |         | Olympische Basketballhalle, München Zuschauer: 5400 Schiedsrichter: Ervin Kassai (HUN), Konstantinos Dimou (GRE) |
| 29. August 1972 12:00 Uhr | Punkte: Scharmuchamedow 22 Rebounds: Scharmuchamedow 11 |             | Punkte: Brumatti 11 Rebounds: Meneghin 10 |         | Olympische Basketballhalle, München Zuschauer: 5400 Schiedsrichter: Ervin Kassai (HUN), Konstantinos Dimou (GRE) |
| 29. August 1972 12:00 Uhr |                                                         |             |                                           |         | Olympische Basketballhalle, München Zuschauer: 5400 Schiedsrichter: Ervin Kassai (HUN), Konstantinos Dimou (GRE) |

| 29. August 1972 16:00 Uhr |                                    | Puerto Rico | 79 – 74                               | Jugoslawien | Olympische Basketballhalle, München Zuschauer: 5000 Schiedsrichter: Allen Rae (CAN), Artenik Arabadjian (BUL) |
| 29. August 1972 16:00 Uhr | Punkte pro Halbzeit: 38–31, 41–43. |             |                                       |             | Olympische Basketballhalle, München Zuschauer: 5000 Schiedsrichter: Allen Rae (CAN), Artenik Arabadjian (BUL) |
| 29. August 1972 16:00 Uhr | Punkte: Cruz 16 Rebounds: Cruz 12  |             | Punkte: Jelovac 18 Rebounds: Ćosić 16 |             | Olympische Basketballhalle, München Zuschauer: 5000 Schiedsrichter: Allen Rae (CAN), Artenik Arabadjian (BUL) |
| 29. August 1972 16:00 Uhr |                                    |             |                                       |             | Olympische Basketballhalle, München Zuschauer: 5000 Schiedsrichter: Allen Rae (CAN), Artenik Arabadjian (BUL) |

| 29. August 1972 18:30 Uhr |                                            | BR Deutschland | 93 – 74                                                                              | Philippinen | Olympische Basketballhalle, München Zuschauer: 6000 Schiedsrichter: Renato Righetto (BRA), Vladimír Novotný (TCH) |
| 29. August 1972 18:30 Uhr | Punkte pro Halbzeit: 46–34, 47–40.         |                |                                                                                      |             | Olympische Basketballhalle, München Zuschauer: 6000 Schiedsrichter: Renato Righetto (BRA), Vladimír Novotný (TCH) |
| 29. August 1972 18:30 Uhr | Punkte: Geschwindner 22 Rebounds: Thimm 15 |                | Punkte: Mariano, Martínez 13 Rebounds: Cleofas, Mariano, Martínez, Melencio, Paner 2 |             | Olympische Basketballhalle, München Zuschauer: 6000 Schiedsrichter: Renato Righetto (BRA), Vladimír Novotný (TCH) |
| 29. August 1972 18:30 Uhr |                                            |                |                                                                                      |             | Olympische Basketballhalle, München Zuschauer: 6000 Schiedsrichter: Renato Righetto (BRA), Vladimír Novotný (TCH) |

| 30. August 1972 9:00 Uhr |                                                               | Sowjetunion | 94 – 64                                              | Polen | Olympische Basketballhalle, München Zuschauer: 3000 Schiedsrichter: Sayed El-Moubaiad (EGY), Renato Righetto (BRA) |
| 30. August 1972 9:00 Uhr | Punkte pro Halbzeit: 50–23, 44–41.                            |             |                                                      |       | Olympische Basketballhalle, München Zuschauer: 3000 Schiedsrichter: Sayed El-Moubaiad (EGY), Renato Righetto (BRA) |
| 30. August 1972 9:00 Uhr | Punkte: S. Below 16 Rebounds: A. Below, Boloschew, Polywoda 5 |             | Punkte: Cegliński, Korcz, Kozak 10 Rebounds: Kozak 8 |       | Olympische Basketballhalle, München Zuschauer: 3000 Schiedsrichter: Sayed El-Moubaiad (EGY), Renato Righetto (BRA) |
| 30. August 1972 9:00 Uhr |                                                               |             |                                                      |       | Olympische Basketballhalle, München Zuschauer: 3000 Schiedsrichter: Sayed El-Moubaiad (EGY), Renato Righetto (BRA) |

| 30. August 1972 12:00 Uhr |                                            | BR Deutschland | 57 – 68                                  | Italien | Olympische Basketballhalle, München Zuschauer: 5000 Schiedsrichter: James Bain (USA), Oswaldo Gelsomimi (BRA) |
| 30. August 1972 12:00 Uhr | Punkte pro Halbzeit: 24–35, 33–33.         |                |                                          |         | Olympische Basketballhalle, München Zuschauer: 5000 Schiedsrichter: James Bain (USA), Oswaldo Gelsomimi (BRA) |
| 30. August 1972 12:00 Uhr | Punkte: Geschwindner 18 Rebounds: Thimm 10 |                | Punkte: Iellini 19 Rebounds: Meneghin 13 |         | Olympische Basketballhalle, München Zuschauer: 5000 Schiedsrichter: James Bain (USA), Oswaldo Gelsomimi (BRA) |
| 30. August 1972 12:00 Uhr |                                            |                |                                          |         | Olympische Basketballhalle, München Zuschauer: 5000 Schiedsrichter: James Bain (USA), Oswaldo Gelsomimi (BRA) |

| 30. August 1972 18:30 Uhr |                                            | Philippinen | 76 – 117                                | Jugoslawien | Olympische Basketballhalle, München Zuschauer: 5000 Schiedsrichter: Mario Quintero (CUB), Piet Leegwater (NED) |
| 30. August 1972 18:30 Uhr | Punkte pro Halbzeit: 33–58, 43–59.         |             |                                         |             | Olympische Basketballhalle, München Zuschauer: 5000 Schiedsrichter: Mario Quintero (CUB), Piet Leegwater (NED) |
| 30. August 1972 18:30 Uhr | Punkte: Florencio 16 Rebounds: Florencio 6 |             | Punkte: Marović 22 Rebounds: Marović 20 |             | Olympische Basketballhalle, München Zuschauer: 5000 Schiedsrichter: Mario Quintero (CUB), Piet Leegwater (NED) |
| 30. August 1972 18:30 Uhr |                                            |             |                                         |             | Olympische Basketballhalle, München Zuschauer: 5000 Schiedsrichter: Mario Quintero (CUB), Piet Leegwater (NED) |

| 30. August 1972 20:00 Uhr |                                          | Puerto Rico | 92 – 57                                  | Senegal | Olympische Basketballhalle, München Zuschauer: 6500 Schiedsrichter: Ernest Holden (AUS), Yukio Takishima (JPN) |
| 30. August 1972 20:00 Uhr | Punkte pro Halbzeit: 39–28, 53–29.       |             |                                          |         | Olympische Basketballhalle, München Zuschauer: 6500 Schiedsrichter: Ernest Holden (AUS), Yukio Takishima (JPN) |
| 30. August 1972 20:00 Uhr | Punkte: Dalmau 20 Rebounds: Rodríguez 17 |             | Punkte: Seck 18 Rebounds: Guèye, Thiam 5 |         | Olympische Basketballhalle, München Zuschauer: 6500 Schiedsrichter: Ernest Holden (AUS), Yukio Takishima (JPN) |
| 30. August 1972 20:00 Uhr |                                          |             |                                          |         | Olympische Basketballhalle, München Zuschauer: 6500 Schiedsrichter: Ernest Holden (AUS), Yukio Takishima (JPN) |

| 1. September 1972 9:00 Uhr |                                          | Senegal | 62 – 68                              | Philippinen | Olympische Basketballhalle, München Zuschauer: 2000 Schiedsrichter: Ángel García (ESP), Naz Servidio (USA) |
| 1. September 1972 9:00 Uhr | Punkte pro Halbzeit: 30–39, 32–29.       |         |                                      |             | Olympische Basketballhalle, München Zuschauer: 2000 Schiedsrichter: Ángel García (ESP), Naz Servidio (USA) |
| 1. September 1972 9:00 Uhr | Punkte: Lopis 16 Rebounds: Sagna, Seck 6 |         | Punkte: Mariano 16 Rebounds: Paner 7 |             | Olympische Basketballhalle, München Zuschauer: 2000 Schiedsrichter: Ángel García (ESP), Naz Servidio (USA) |
| 1. September 1972 9:00 Uhr |                                          |         |                                      |             | Olympische Basketballhalle, München Zuschauer: 2000 Schiedsrichter: Ángel García (ESP), Naz Servidio (USA) |

| 1. September 1972 12:00 Uhr |                                                                   | BR Deutschland | 56 – 81                                        | Jugoslawien | Olympische Basketballhalle, München Zuschauer: 3000 Schiedsrichter: Hugh Richardson (USA), Yukio Takishima (JPN) |
| 1. September 1972 12:00 Uhr | Punkte pro Halbzeit: 21–43, 35–38.                                |                |                                                |             | Olympische Basketballhalle, München Zuschauer: 3000 Schiedsrichter: Hugh Richardson (USA), Yukio Takishima (JPN) |
| 1. September 1972 12:00 Uhr | Punkte: Ampt, Linnemann, Weinand 8 Rebounds: Linnemann, Weinand 7 |                | Punkte: Jelovac, Tvrdić 12 Rebounds: Jelovac 8 |             | Olympische Basketballhalle, München Zuschauer: 3000 Schiedsrichter: Hugh Richardson (USA), Yukio Takishima (JPN) |
| 1. September 1972 12:00 Uhr |                                                                   |                |                                                |             | Olympische Basketballhalle, München Zuschauer: 3000 Schiedsrichter: Hugh Richardson (USA), Yukio Takishima (JPN) |

| 1. September 1972 20:00 Uhr |                                       | Italien | 71 – 59                                    | Polen | Olympische Basketballhalle, München Zuschauer: 6500 Schiedsrichter: Artenik Arabadjian (BUL), Piet Leegwater (NED) |
| 1. September 1972 20:00 Uhr | Punkte pro Halbzeit: 37–31, 34–28.    |         |                                            |       | Olympische Basketballhalle, München Zuschauer: 6500 Schiedsrichter: Artenik Arabadjian (BUL), Piet Leegwater (NED) |
| 1. September 1972 20:00 Uhr | Punkte: Bisson 15 Rebounds: Bisson 10 |         | Punkte: Dolczewski 14 Rebounds: Durejko 14 |       | Olympische Basketballhalle, München Zuschauer: 6500 Schiedsrichter: Artenik Arabadjian (BUL), Piet Leegwater (NED) |
| 1. September 1972 20:00 Uhr |                                       |         |                                            |       | Olympische Basketballhalle, München Zuschauer: 6500 Schiedsrichter: Artenik Arabadjian (BUL), Piet Leegwater (NED) |

| 1. September 1972 21:30 Uhr |                                           | Sowjetunion | 100 – 87                              | Puerto Rico | Olympische Basketballhalle, München Zuschauer: 6500 Schiedsrichter: Jan Jarzebinski (POL), Oswaldo Gelsomimi (BRA) |
| 1. September 1972 21:30 Uhr | Punkte pro Halbzeit: 48–37, 52–50.        |             |                                       |             | Olympische Basketballhalle, München Zuschauer: 6500 Schiedsrichter: Jan Jarzebinski (POL), Oswaldo Gelsomimi (BRA) |
| 1. September 1972 21:30 Uhr | Punkte: A. Below 37 Rebounds: A. Below 12 |             | Punkte: Blondet 26 Rebounds: Dalmau 5 |             | Olympische Basketballhalle, München Zuschauer: 6500 Schiedsrichter: Jan Jarzebinski (POL), Oswaldo Gelsomimi (BRA) |
| 1. September 1972 21:30 Uhr |                                           |             |                                       |             | Olympische Basketballhalle, München Zuschauer: 6500 Schiedsrichter: Jan Jarzebinski (POL), Oswaldo Gelsomimi (BRA) |

| 2. September 1972 10:30 Uhr |                                      | Jugoslawien | 73 – 67                             | Senegal | Olympische Basketballhalle, München Zuschauer: 3800 Schiedsrichter: Sayed El-Moubaiad (EGY), Oswaldo Gelsomimi (BRA) |
| 2. September 1972 10:30 Uhr | Punkte pro Halbzeit: 31–31, 42–26.   |             |                                     |         | Olympische Basketballhalle, München Zuschauer: 3800 Schiedsrichter: Sayed El-Moubaiad (EGY), Oswaldo Gelsomimi (BRA) |
| 2. September 1972 10:30 Uhr | Punkte: Čermak 17 Rebounds: Šolman 7 |             | Punkte: Sagna 16 Rebounds: Guèye 11 |         | Olympische Basketballhalle, München Zuschauer: 3800 Schiedsrichter: Sayed El-Moubaiad (EGY), Oswaldo Gelsomimi (BRA) |
| 2. September 1972 10:30 Uhr |                                      |             |                                     |         | Olympische Basketballhalle, München Zuschauer: 3800 Schiedsrichter: Sayed El-Moubaiad (EGY), Oswaldo Gelsomimi (BRA) |

| 2. September 1972 16:00 Uhr |                                      | BR Deutschland | 67 – 65                                 | Polen | Olympische Basketballhalle, München Zuschauer: 5500 Schiedsrichter: James Bain (USA), Vladimír Novotný (TCH) |
| 2. September 1972 16:00 Uhr | Punkte pro Halbzeit: 40–37, 27–28.   |                |                                         |       | Olympische Basketballhalle, München Zuschauer: 5500 Schiedsrichter: James Bain (USA), Vladimír Novotný (TCH) |
| 2. September 1972 16:00 Uhr | Punkte: Thimm 21 Rebounds: Krüger 12 |                | Punkte: Kasprzak 18 Rebounds: Durejko 8 |       | Olympische Basketballhalle, München Zuschauer: 5500 Schiedsrichter: James Bain (USA), Vladimír Novotný (TCH) |
| 2. September 1972 16:00 Uhr |                                      |                |                                         |       | Olympische Basketballhalle, München Zuschauer: 5500 Schiedsrichter: James Bain (USA), Vladimír Novotný (TCH) |

| 2. September 1972 20:00 Uhr |                                                             | Philippinen | 80 – 111                                   | Sowjetunion | Olympische Basketballhalle, München Zuschauer: 6500 Schiedsrichter: Ernest Holden (AUS), Mario Quintero (CUB) |
| 2. September 1972 20:00 Uhr | Punkte pro Halbzeit: 40–57, 40–54.                          |             |                                            |             | Olympische Basketballhalle, München Zuschauer: 6500 Schiedsrichter: Ernest Holden (AUS), Mario Quintero (CUB) |
| 2. September 1972 20:00 Uhr | Punkte: Florencio 16 Rebounds: Florencio, Paner, Martínez 4 |             | Punkte: Polywoda 22 Rebounds: Paulauskas 9 |             | Olympische Basketballhalle, München Zuschauer: 6500 Schiedsrichter: Ernest Holden (AUS), Mario Quintero (CUB) |
| 2. September 1972 20:00 Uhr |                                                             |             |                                            |             | Olympische Basketballhalle, München Zuschauer: 6500 Schiedsrichter: Ernest Holden (AUS), Mario Quintero (CUB) |

| 2. September 1972 21:30 Uhr |                                          | Italien | 71 – 54                             | Puerto Rico | Olympische Basketballhalle, München Zuschauer: 6500 Schiedsrichter: Ervin Kassai (HUN), Hugh Richardson (USA) |
| 2. September 1972 21:30 Uhr | Punkte pro Halbzeit: 37–27, 34–27.       |         |                                     |             | Olympische Basketballhalle, München Zuschauer: 6500 Schiedsrichter: Ervin Kassai (HUN), Hugh Richardson (USA) |
| 2. September 1972 21:30 Uhr | Punkte: Marzorati 18 Rebounds: Bisson 11 |         | Punkte: Blondet 14 Rebounds: Cruz 5 |             | Olympische Basketballhalle, München Zuschauer: 6500 Schiedsrichter: Ervin Kassai (HUN), Hugh Richardson (USA) |
| 2. September 1972 21:30 Uhr |                                          |         |                                     |             | Olympische Basketballhalle, München Zuschauer: 6500 Schiedsrichter: Ervin Kassai (HUN), Hugh Richardson (USA) |

| 3. September 1972 12:00 Uhr |                                      | Italien | 101 – 81                             | Philippinen | Olympische Basketballhalle, München Zuschauer: 1500 Schiedsrichter: Ángel García (ESP), James Bain (USA) |
| 3. September 1972 12:00 Uhr | Punkte pro Halbzeit: 44–35, 57–46.   |         |                                      |             | Olympische Basketballhalle, München Zuschauer: 1500 Schiedsrichter: Ángel García (ESP), James Bain (USA) |
| 3. September 1972 12:00 Uhr | Punkte: Giomo 29 Rebounds: Bisson 12 |         | Punkte: Papa 19 Rebounds: Martínez 3 |             | Olympische Basketballhalle, München Zuschauer: 1500 Schiedsrichter: Ángel García (ESP), James Bain (USA) |
| 3. September 1972 12:00 Uhr |                                      |         |                                      |             | Olympische Basketballhalle, München Zuschauer: 1500 Schiedsrichter: Ángel García (ESP), James Bain (USA) |

| 3. September 1972 14:30 Uhr |                                                                     | Polen | 83 – 85                               | Puerto Rico | Olympische Basketballhalle, München Zuschauer: 6500 Schiedsrichter: Oswaldo Gelsomimi (BRA), Yukio Takishima (JPN) |
| 3. September 1972 14:30 Uhr | Punkte pro Halbzeit: 47–54, 36–31.                                  |       |                                       |             | Olympische Basketballhalle, München Zuschauer: 6500 Schiedsrichter: Oswaldo Gelsomimi (BRA), Yukio Takishima (JPN) |
| 3. September 1972 14:30 Uhr | Punkte: Kozak 20 Rebounds: Cegliński, Durejko, Kozak, Pasiorowski 4 |       | Punkte: Dalmau 18 Rebounds: Dalmau 13 |             | Olympische Basketballhalle, München Zuschauer: 6500 Schiedsrichter: Oswaldo Gelsomimi (BRA), Yukio Takishima (JPN) |
| 3. September 1972 14:30 Uhr |                                                                     |       |                                       |             | Olympische Basketballhalle, München Zuschauer: 6500 Schiedsrichter: Oswaldo Gelsomimi (BRA), Yukio Takishima (JPN) |

| 3. September 1972 16:00 Uhr |                                    | Jugoslawien | 67 – 74                                                    | Sowjetunion | Olympische Basketballhalle, München Zuschauer: 6500 Schiedsrichter: Konstantinos Dimou (GRE), Renato Righetto (BRA) |
| 3. September 1972 16:00 Uhr | Punkte pro Halbzeit: 34–38, 33–36. |             |                                                            |             | Olympische Basketballhalle, München Zuschauer: 6500 Schiedsrichter: Konstantinos Dimou (GRE), Renato Righetto (BRA) |
| 3. September 1972 16:00 Uhr | Punkte: Ćosić 21 Rebounds: Ćosić 7 |             | Punkte: S. Below 22 Rebounds: Kowalenko, Scharmuchamedow 4 |             | Olympische Basketballhalle, München Zuschauer: 6500 Schiedsrichter: Konstantinos Dimou (GRE), Renato Righetto (BRA) |
| 3. September 1972 16:00 Uhr |                                    |             |                                                            |             | Olympische Basketballhalle, München Zuschauer: 6500 Schiedsrichter: Konstantinos Dimou (GRE), Renato Righetto (BRA) |

| 3. September 1972 20:00 Uhr |                                    | BR Deutschland | 72 – 62                                   | Senegal | Olympische Basketballhalle, München Zuschauer: 6500 Schiedsrichter: Mario Quintero (CUB), Naz Servidio (USA) |
| 3. September 1972 20:00 Uhr | Punkte pro Halbzeit: 42–34, 30–28. |                |                                           |         | Olympische Basketballhalle, München Zuschauer: 6500 Schiedsrichter: Mario Quintero (CUB), Naz Servidio (USA) |
| 3. September 1972 20:00 Uhr | Punkte: Thimm 26 Rebounds: Thimm 6 |                | Punkte: Thiam 16 Rebounds: Guèye, Thiam 5 |         | Olympische Basketballhalle, München Zuschauer: 6500 Schiedsrichter: Mario Quintero (CUB), Naz Servidio (USA) |
| 3. September 1972 20:00 Uhr |                                    |                |                                           |         | Olympische Basketballhalle, München Zuschauer: 6500 Schiedsrichter: Mario Quintero (CUB), Naz Servidio (USA) |

## Finalrunde

### Platz 13 bis 16
|  | Halbfinale | Halbfinale  | Halbfinale |                   |  | Spiel um Platz 13 | Spiel um Platz 13 | Spiel um Platz 13 |
|  |            |             |            |                   |  |                   |                   |                   |
|  |            |             |            |                   |  |                   |                   |                   |
|  | B7         | Philippinen | w.o.       |                   |  |                   |                   |                   |
|  | A8         | Ägypten     |            |                   |  | B7                | Philippinen       | 82                |
|  |            |             |            |                   |  | A7                | Japan             | 73                |
|  |            |             |            |                   |  |                   |                   |                   |
|  |            |             |            | Spiel um Platz 15 |  |                   |                   |                   |
|  | A7         | Japan       | 70         |                   |  |                   |                   |                   |
|  | B8         | Senegal     | 67         |                   |  | B8                | Ägypten           |                   |
|  |            |             |            |                   |  | A8                | Senegal           | w.o.              |
|  |            |             |            |                   |  |                   |                   |                   |

Nach dem Attentat auf die Mannschaft Israels am 5. September 1972 verließ die ägyptische Mannschaft München im Interesse der eigenen Sicherheit.

#### Halbfinale
| 5. September 1972 |  | Philippinen | w.o.- | Ägypten | Olympische Basketballhalle, München |
| 5. September 1972 |  |             |       |         | Olympische Basketballhalle, München |
| 5. September 1972 |  |             |       |         | Olympische Basketballhalle, München |
| 5. September 1972 |  |             |       |         | Olympische Basketballhalle, München |

| 5. September 1972 20:00 Uhr |                                         | Japan | 70 – 67                           | Senegal | Olympische Basketballhalle, München Zuschauer: 6000 Schiedsrichter: Jan Jarzebinski (POL), Vladimír Novotný (TCH) |
| 5. September 1972 20:00 Uhr | Punkte pro Halbzeit: 34–39, 36–28.      |       |                                   |         | Olympische Basketballhalle, München Zuschauer: 6000 Schiedsrichter: Jan Jarzebinski (POL), Vladimír Novotný (TCH) |
| 5. September 1972 20:00 Uhr | Punkte: Taniguchi 34 Rebounds: Numata 8 |       | Punkte: Seck 14 Rebounds: Thiam 8 |         | Olympische Basketballhalle, München Zuschauer: 6000 Schiedsrichter: Jan Jarzebinski (POL), Vladimír Novotný (TCH) |
| 5. September 1972 20:00 Uhr |                                         |       |                                   |         | Olympische Basketballhalle, München Zuschauer: 6000 Schiedsrichter: Jan Jarzebinski (POL), Vladimír Novotný (TCH) |

#### Spiel um Platz 15
| 8. September 1972 |  | Senegal | w.o.- | Ägypten | Olympische Basketballhalle, München |
| 8. September 1972 |  |         |       |         | Olympische Basketballhalle, München |
| 8. September 1972 |  |         |       |         | Olympische Basketballhalle, München |
| 8. September 1972 |  |         |       |         | Olympische Basketballhalle, München |

#### Spiel um Platz 13
| 7. September 1972 15:00 Uhr |                                      | Philippinen | 82 – 73                                | Japan | Olympische Basketballhalle, München Zuschauer: 6000 Schiedsrichter: Ernest Holden (USA), Vladimír Novotný (TCH) |
| 7. September 1972 15:00 Uhr | Punkte pro Halbzeit: 34–38, 48–35.   |             |                                        |       | Olympische Basketballhalle, München Zuschauer: 6000 Schiedsrichter: Ernest Holden (USA), Vladimír Novotný (TCH) |
| 7. September 1972 15:00 Uhr | Punkte: Papa 20 Rebounds: Mariano 11 |             | Punkte: Taniguchi 26 Rebounds: Hattori |       | Olympische Basketballhalle, München Zuschauer: 6000 Schiedsrichter: Ernest Holden (USA), Vladimír Novotný (TCH) |
| 7. September 1972 15:00 Uhr |                                      |             |                                        |       | Olympische Basketballhalle, München Zuschauer: 6000 Schiedsrichter: Ernest Holden (USA), Vladimír Novotný (TCH) |

### Platz 9 bis 12
|  | Halbfinale | Halbfinale     | Halbfinale |                   |  | Spiel um Platz 9 | Spiel um Platz 9 | Spiel um Platz 9 |
|  |            |                |            |                   |  |                  |                  |                  |
|  |            |                |            |                   |  |                  |                  |                  |
|  | B5         | BR Deutschland | 69         |                   |  |                  |                  |                  |
|  | A6         | Australien     | 70         |                   |  | A6               | Australien       | 91               |
|  |            |                |            |                   |  | B6               | Polen            | 83               |
|  |            |                |            |                   |  |                  |                  |                  |
|  |            |                |            | Spiel um Platz 11 |  |                  |                  |                  |
|  | A5         | Spanien        | 76         |                   |  |                  |                  |                  |
|  | B6         | Polen          | 87         |                   |  | B5               | BR Deutschland   | 83               |
|  |            |                |            |                   |  | A5               | Spanien          | 84               |
|  |            |                |            |                   |  |                  |                  |                  |

#### Halbfinale
| 5. September 1972 16:45 Uhr |                                     | BR Deutschland | 69 – 70                                   | Australien | Olympische Basketballhalle, München Zuschauer: 4000 Schiedsrichter: James Bain (USA), Piet Leegwater (NED) |
| 5. September 1972 16:45 Uhr | Punkte pro Halbzeit: 46–34, 23–36.  |                |                                           |            | Olympische Basketballhalle, München Zuschauer: 4000 Schiedsrichter: James Bain (USA), Piet Leegwater (NED) |
| 5. September 1972 16:45 Uhr | Punkte: Thimm 22 Rebounds: Thimm 12 |                | Punkte: Palubinskas 28 Rebounds: Kerle 13 |            | Olympische Basketballhalle, München Zuschauer: 4000 Schiedsrichter: James Bain (USA), Piet Leegwater (NED) |
| 5. September 1972 16:45 Uhr |                                     |                |                                           |            | Olympische Basketballhalle, München Zuschauer: 4000 Schiedsrichter: James Bain (USA), Piet Leegwater (NED) |

| 5. September 1972 21:45 Uhr |                                    | Spanien | 76 – 87                                   | Polen | Olympische Basketballhalle, München Zuschauer: 6500 Schiedsrichter: Renato Righetto (BRA), Willy Bestgen (FRG) |
| 5. September 1972 21:45 Uhr | Punkte pro Halbzeit: 33–38, 43–49. |         |                                           |       | Olympische Basketballhalle, München Zuschauer: 6500 Schiedsrichter: Renato Righetto (BRA), Willy Bestgen (FRG) |
| 5. September 1972 21:45 Uhr | Punkte: Luyk 18 Rebounds: Luyk 10  |         | Punkte: Seweryn 19 Rebounds: Cegliński 15 |       | Olympische Basketballhalle, München Zuschauer: 6500 Schiedsrichter: Renato Righetto (BRA), Willy Bestgen (FRG) |
| 5. September 1972 21:45 Uhr |                                    |         |                                           |       | Olympische Basketballhalle, München Zuschauer: 6500 Schiedsrichter: Renato Righetto (BRA), Willy Bestgen (FRG) |

#### Spiel um Platz 11
| 8. September 1972 16:45 Uhr |                                     | BR Deutschland | 83 – 84                           | Spanien | Olympische Basketballhalle, München Zuschauer: 6500 Schiedsrichter: Gabdlnur Mukhamedzhanov (URS), Mario Quintero (CUB) |
| 8. September 1972 16:45 Uhr | Punkte pro Halbzeit: 40–38, 43–46.  |                |                                   |         | Olympische Basketballhalle, München Zuschauer: 6500 Schiedsrichter: Gabdlnur Mukhamedzhanov (URS), Mario Quintero (CUB) |
| 8. September 1972 16:45 Uhr | Punkte: Thimm 17 Rebounds: Thimm 12 |                | Punkte: Luyk 31 Rebounds: Luyk 17 |         | Olympische Basketballhalle, München Zuschauer: 6500 Schiedsrichter: Gabdlnur Mukhamedzhanov (URS), Mario Quintero (CUB) |
| 8. September 1972 16:45 Uhr |                                     |                |                                   |         | Olympische Basketballhalle, München Zuschauer: 6500 Schiedsrichter: Gabdlnur Mukhamedzhanov (URS), Mario Quintero (CUB) |

#### Spiel um Platz 9
| 9. September 1972 17:45 Uhr |                                                | Australien | 91 – 83                             | Polen | Olympische Basketballhalle, München Zuschauer: 5000 Schiedsrichter: Francesco Bianchi (ITA), Willy Bestgen (FRG) |
| 9. September 1972 17:45 Uhr | Punkte pro Halbzeit: 41–42, 50–41.             |            |                                     |       | Olympische Basketballhalle, München Zuschauer: 5000 Schiedsrichter: Francesco Bianchi (ITA), Willy Bestgen (FRG) |
| 9. September 1972 17:45 Uhr | Punkte: Palubinskas 24 Rebounds: Crosswhite 11 |            | Punkte: Kozak 16 Rebounds: Kozak 11 |       | Olympische Basketballhalle, München Zuschauer: 5000 Schiedsrichter: Francesco Bianchi (ITA), Willy Bestgen (FRG) |
| 9. September 1972 17:45 Uhr |                                                |            |                                     |       | Olympische Basketballhalle, München Zuschauer: 5000 Schiedsrichter: Francesco Bianchi (ITA), Willy Bestgen (FRG) |

### Platz 5 bis 8
|  | Halbfinale | Halbfinale       | Halbfinale |                  |  | Spiel um Platz 5 | Spiel um Platz 5 | Spiel um Platz 5 |
|  |            |                  |            |                  |  |                  |                  |                  |
|  |            |                  |            |                  |  |                  |                  |                  |
|  | A4         | Tschechoslowakei | 63         |                  |  |                  |                  |                  |
|  | B3         | Jugoslawien      | 66         |                  |  | B3               | Jugoslawien      | 86               |
|  |            |                  |            |                  |  | B4               | Puerto Rico      | 70               |
|  |            |                  |            |                  |  |                  |                  |                  |
|  |            |                  |            | Spiel um Platz 7 |  |                  |                  |                  |
|  | B4         | Puerto Rico      | 87         |                  |  |                  |                  |                  |
|  | A3         | Brasilien        | 83         |                  |  | A4               | Tschechoslowakei | 69               |
|  |            |                  |            |                  |  | A3               | Brasilien        | 87               |
|  |            |                  |            |                  |  |                  |                  |                  |

#### Halbfinale
| 6. September 1972 15:00 Uhr |                                         | Tschechoslowakei | 63 – 66                                | Jugoslawien | Olympische Basketballhalle, München Zuschauer: James Bain (USA), Willy Bestgen (FRG) Schiedsrichter: 6000 |
| 6. September 1972 15:00 Uhr | Punkte pro Halbzeit: 25–34, 38–32.      |                  |                                        |             | Olympische Basketballhalle, München Zuschauer: James Bain (USA), Willy Bestgen (FRG) Schiedsrichter: 6000 |
| 6. September 1972 15:00 Uhr | Punkte: Zídek 18 Rebounds: Kos, Zídek 8 |                  | Punkte: Tvrdić 16 Rebounds: Jelovac 12 |             | Olympische Basketballhalle, München Zuschauer: James Bain (USA), Willy Bestgen (FRG) Schiedsrichter: 6000 |
| 6. September 1972 15:00 Uhr |                                         |                  |                                        |             | Olympische Basketballhalle, München Zuschauer: James Bain (USA), Willy Bestgen (FRG) Schiedsrichter: 6000 |

| 6. September 1972 20:00 Uhr |                                       | Puerto Rico | 87 – 83                                          | Brasilien | Olympische Basketballhalle, München Zuschauer: 6500 Schiedsrichter: Jan Jarzebinski (POL), Konstantinos Dimou (GRE) |
| 6. September 1972 20:00 Uhr | Punkte pro Halbzeit: 40–42, 47–41.    |             |                                                  |           | Olympische Basketballhalle, München Zuschauer: 6500 Schiedsrichter: Jan Jarzebinski (POL), Konstantinos Dimou (GRE) |
| 6. September 1972 20:00 Uhr | Punkte: Dalmau 19 Rebounds: Dalmau 10 |             | Punkte: Rubens Garcia 24 Rebounds: Marquinhos 22 |           | Olympische Basketballhalle, München Zuschauer: 6500 Schiedsrichter: Jan Jarzebinski (POL), Konstantinos Dimou (GRE) |
| 6. September 1972 20:00 Uhr |                                       |             |                                                  |           | Olympische Basketballhalle, München Zuschauer: 6500 Schiedsrichter: Jan Jarzebinski (POL), Konstantinos Dimou (GRE) |

#### Spiel um Platz 7
| 8. September 1972 20:00 Uhr |                                        | Tschechoslowakei | 69 – 87                             | Brasilien | Olympische Basketballhalle, München Zuschauer: 6500 Schiedsrichter: Osvaldo Otero (PUR), Rudolf Anheuser (FRG) |
| 8. September 1972 20:00 Uhr | Punkte pro Halbzeit: 40–38, 29–49.     |                  |                                     |           | Olympische Basketballhalle, München Zuschauer: 6500 Schiedsrichter: Osvaldo Otero (PUR), Rudolf Anheuser (FRG) |
| 8. September 1972 20:00 Uhr | Punkte: Zídek 16 Rebounds: Bobrovský 7 |                  | Punkte: Joseph 20 Rebounds: Bira 10 |           | Olympische Basketballhalle, München Zuschauer: 6500 Schiedsrichter: Osvaldo Otero (PUR), Rudolf Anheuser (FRG) |
| 8. September 1972 20:00 Uhr |                                        |                  |                                     |           | Olympische Basketballhalle, München Zuschauer: 6500 Schiedsrichter: Osvaldo Otero (PUR), Rudolf Anheuser (FRG) |

#### Spiel um Platz 5
| 9. September 1972 16:00 Uhr |                                         | Jugoslawien | 86 – 70                             | Puerto Rico | Olympische Basketballhalle, München Zuschauer: 6500 Schiedsrichter: Ervin Kassai (HUN), Hugh Richardson (USA) |
| 9. September 1972 16:00 Uhr | Punkte pro Halbzeit: 40–42, 46–28.      |             |                                     |             | Olympische Basketballhalle, München Zuschauer: 6500 Schiedsrichter: Ervin Kassai (HUN), Hugh Richardson (USA) |
| 9. September 1972 16:00 Uhr | Punkte: Jelovac 20 Rebounds: Jelovac 11 |             | Punkte: Blondet 24 Rebounds: Cruz 8 |             | Olympische Basketballhalle, München Zuschauer: 6500 Schiedsrichter: Ervin Kassai (HUN), Hugh Richardson (USA) |
| 9. September 1972 16:00 Uhr |                                         |             |                                     |             | Olympische Basketballhalle, München Zuschauer: 6500 Schiedsrichter: Ervin Kassai (HUN), Hugh Richardson (USA) |

### Platz 1 bis 4
|  | Halbfinale | Halbfinale         | Halbfinale |                 |  | Spiel um Gold | Spiel um Gold      | Spiel um Gold |
|  |            |                    |            |                 |  |               |                    |               |
|  |            |                    |            |                 |  |               |                    |               |
|  | B1         | Sowjetunion        | 67         |                 |  |               |                    |               |
|  | A2         | Kuba               | 61         |                 |  | B1            | Sowjetunion        | 51            |
|  |            |                    |            |                 |  | A1            | Vereinigte Staaten | 50            |
|  |            |                    |            |                 |  |               |                    |               |
|  |            |                    |            | Spiel um Bronze |  |               |                    |               |
|  | A1         | Vereinigte Staaten | 68         |                 |  |               |                    |               |
|  | B2         | Italien            | 38         |                 |  | A2            | Kuba               | 66            |
|  |            |                    |            |                 |  | B2            | Italien            | 65            |
|  |            |                    |            |                 |  |               |                    |               |

#### Halbfinale
| 6. September 1972 16:45 Uhr |                                          | Sowjetunion | 67 – 61                              | Kuba | Olympische Basketballhalle, München Zuschauer: 6500 Schiedsrichter: Piet Leegwater (NED), Yukio Takishima (JPN) |
| 6. September 1972 16:45 Uhr | Punkte pro Halbzeit: 35–36, 32–25.       |             |                                      |      | Olympische Basketballhalle, München Zuschauer: 6500 Schiedsrichter: Piet Leegwater (NED), Yukio Takishima (JPN) |
| 6. September 1972 16:45 Uhr | Punkte: S. Below 16 Rebounds: A. Below 6 |             | Punkte: Chappé 20 Rebounds: Chappé 7 |      | Olympische Basketballhalle, München Zuschauer: 6500 Schiedsrichter: Piet Leegwater (NED), Yukio Takishima (JPN) |
| 6. September 1972 16:45 Uhr |                                          |             |                                      |      | Olympische Basketballhalle, München Zuschauer: 6500 Schiedsrichter: Piet Leegwater (NED), Yukio Takishima (JPN) |

| 6. September 1972 21:45 Uhr |                                      | Vereinigte Staaten | 68 – 38                               | Italien | Olympische Basketballhalle, München Zuschauer: 6600 Schiedsrichter: Allen Rae (CAN), Artenik Arabadjian (BUL) |
| 6. September 1972 21:45 Uhr | Punkte pro Halbzeit: 33–16, 35–22.   |                    |                                       |         | Olympische Basketballhalle, München Zuschauer: 6600 Schiedsrichter: Allen Rae (CAN), Artenik Arabadjian (BUL) |
| 6. September 1972 21:45 Uhr | Punkte: Forbes 14 Rebounds: Brewer 8 |                    | Punkte: Bisson 6 Rebounds: Meneghin 6 |         | Olympische Basketballhalle, München Zuschauer: 6600 Schiedsrichter: Allen Rae (CAN), Artenik Arabadjian (BUL) |
| 6. September 1972 21:45 Uhr |                                      |                    |                                       |         | Olympische Basketballhalle, München Zuschauer: 6600 Schiedsrichter: Allen Rae (CAN), Artenik Arabadjian (BUL) |

#### Spiel um Bronze
| 8. September 1972 20:00 Uhr |                                               | Kuba | 66 – 65                                 | Italien | Olympische Basketballhalle, München Zuschauer: 6500 Schiedsrichter: Dragas Jokšić (YUG), Hugh Richardson (USA) |
| 8. September 1972 20:00 Uhr | Punkte pro Halbzeit: 43–40, 23–25.            |      |                                         |         | Olympische Basketballhalle, München Zuschauer: 6500 Schiedsrichter: Dragas Jokšić (YUG), Hugh Richardson (USA) |
| 8. September 1972 20:00 Uhr | Punkte: Herrera, Chappé 14 Rebounds: Chappé 6 |      | Punkte: Bariviera 16 Rebounds: Bisson 6 |         | Olympische Basketballhalle, München Zuschauer: 6500 Schiedsrichter: Dragas Jokšić (YUG), Hugh Richardson (USA) |
| 8. September 1972 20:00 Uhr |                                               |      |                                         |         | Olympische Basketballhalle, München Zuschauer: 6500 Schiedsrichter: Dragas Jokšić (YUG), Hugh Richardson (USA) |

#### Finale
| 9. September 1972 21:00 Uhr |                                          | Sowjetunion | 51 – 50                                        | Vereinigte Staaten | Olympische Basketballhalle, München Zuschauer: 6500 Schiedsrichter: Artenik Arabadjian (BUL), Renato Righetto (BRA) |
| 9. September 1972 21:00 Uhr | Punkte pro Halbzeit: 26–21, 25–29.       |             |                                                |                    | Olympische Basketballhalle, München Zuschauer: 6500 Schiedsrichter: Artenik Arabadjian (BUL), Renato Righetto (BRA) |
| 9. September 1972 21:00 Uhr | Punkte: S. Below 20 Rebounds: A. Below 8 |             | Punkte: Henderson, Brewer 9 Rebounds: Bantom 9 |                    | Olympische Basketballhalle, München Zuschauer: 6500 Schiedsrichter: Artenik Arabadjian (BUL), Renato Righetto (BRA) |
| 9. September 1972 21:00 Uhr |                                          |             |                                                |                    | Olympische Basketballhalle, München Zuschauer: 6500 Schiedsrichter: Artenik Arabadjian (BUL), Renato Righetto (BRA) |